# Reliance Industries
Reliance Industries Limited je indický konglomerát se sídlem v Bombaji. Podniká v mnoha odvětvích včetně energetiky, chemického a petrochemického průmyslu, telekomunikací, maloobchodu, médií a textilního průmyslu. Je kótovaná na několika indických burzách a jde o společnost s nejvyšší tržní kapitalizací v Indii. Jde také o společnost s nejvyššími tržbami v Indii a také jednoho z největších indických zaměstnavatelů s více než 232 tis. zaměstnanců v roce 2022. V žebříčku světových firem podle tržeb Fortune Global 500 se v roce 2022 umístila na 107. místě. Společnost vede indický podnikatel Mukeš Ambani, holdingové společnosti jeho rodiny drží ve společnosti největší část akcí, v roce 2020 společně celkem 47,5 %. V roce 2022 měla společnost největší část tržeb a zisků z chemického a petrochemického průmyslu, maloobchodu a telekomunikací.
Společnost založil v roce 1958 indický podnikatel Dhirubhai Ambani se svým bratrancem. Firma zpočátku věnovala obchodu, dovážela polyesterovou přízi z Jemenu a tamtéž vyvážela koření. V roce 1966 otevřela továrnu na umělá textilní vlákna, v roce 1975 začaly vyrábět i samotné oděvy. V roce 1977 vstoupila na burzu. V roce 1986 její zakladatel a ředitel Dhirubhai Ambani utrpěl infarkt a řízení společnosti začal předávat svým synům Mukešovi a Anilovi.
V 90. letech začala společnost také podnikat v petrochemickém průmyslu, energetice a telekomunikacích. V roce 2002 Dhirubhai zemřel a společnost definitivně převzali synové. Začaly mezi nimi vznikat velké rozpory o jejím směřování, které začaly pronikat i na veřejnost. V roce 2005 do sporů zasáhla jejich matka a dojednala dohodu o rozdělení společnosti mezi oba bratry. Mukešovi zůstal petrochemický a ostatní tradiční průmysl, Anil do nově založené Reliance Group dostal telekomunikace, energetiku, média a finanční služby. Anilovi se zpočátku dařilo lépe, ale dlouhodobě se jeho společnostem nedařilo a v roce 2020 ohlásil osobní bankrot.